# EBISU ANIMAL ANTHEM
〈EBISU ANIMAL ANTHEM〉(에비스 애니멀 앤섬)은 일본의 걸 그룹 제2세대 에비스 마스캇츠의 3번째 싱글 앨범이다.

## 수록곡
1. 〈EBISU ANIMAL ANTHEM〉 [4:34]
2. 〈하지만 사랑하는건〉(일본어: だって恋だしん) (Feat.クロサッキー) [3:46]
3. 〈바츠완〉(일본어: バツワン) (feat.みひろ) [3:29]
4. 〈EBISU ANIMAL ANTHEM〉 (インストゥルメタル) [4:33]
5. 〈하지만 사랑하는건〉 (インストゥルメタル)[3:45]
6. 〈바츠완〉 (インストゥルメタル) [3:29]
7. 〈EBISU ANIMAL ANTHEM〉 (アカペラver) [4:24]
8. 〈하지만 사랑하는건〉 (アカペラver) [3:37]
9. 〈바츠완〉 (アカペラver) [3:15]

#### DVD
EBISU ANIMAL ANTHEM
1. 마카미 유아 솔로 ver
2. 모모노기 카나 솔로 ver
3. 이치카와 마사미 솔로 ver
4. 우사 미하루 솔로 ver
5. 카와카미 나나미솔로 ver
6. 요시자와 유키 솔로 ver
7. 타츠미 시나 솔로 ver
8. 토모다 아야카 솔로 ver
9. 사쿠라 모코 / 카노 유라 트윈스 ver

## 같이 보기
- 제2세대 에비스 마스캇츠